# Conflict Archive on the Internet
CAIN (Conflict Archive on the Internet) è un database contenente informazioni sui conflitti e la politica nell'Irlanda del Nord dal 1968 ad oggi. Il progetto è iniziato nel 1996, con il lancio del sito web nel 1997. Il progetto ha sede all'interno dell'Università dell'Ulster nel suo campus di Magee. L'archivio racconta eventi importanti durante i Troubles, dal 1968 ai giorni nostri. Il nome è un'allusione al biblico Caino, che uccise suo fratello Abele.
CAIN è affiliato con il Northern Ireland Social and Political Archive (ARK), che consiste in una serie di siti web dedicati alla fornitura di materiale informativo relativo al processo politico e alla storia dell'Irlanda del Nord.
Le istituzioni per l'istruzione superiore che hanno creato il CAIN, oltre all'Università dell'Ulster, sono state la Queen's University, che ha lavorato di concerto con la Linen Hall Library. Altri importanti contributi all'avvio e allo sviluppo di questo progetto sono stati il Center for the Study of Conflict, Educational Services e INCORE, che sta per Initiative on Conflict Resolution and Ethnicity.
Il sito include il Sutton Index of Deaths, contenente informazioni su ogni morte avvenuta a seguito del conflitto. Le informazioni sono tratte dal libro di Malcolm Sutton Bear in Mind These Dead, il cui titolo è tratto da una poesia di John Hewitt. Il libro originale di Sutton elencava i decessi dal 1969 al 1993, da allora aggiornato fino al 2001. Le informazioni possono essere visualizzate in ordine cronologico, alfabetico ed è inclusa una funzionalità di ricerca completa. Le informazioni possono anche essere incrociate in base allo stato della vittima, all'organizzazione responsabile e a molte altre variabili. Il dottor Martin Melaugh, il direttore del progetto, ha prodotto una bozza di elenchi di ulteriori decessi legati al conflitto dal 2002 ad oggi.

## Storia
Sebbene originariamente concepito come un sito web incentrato esclusivamente sul conflitto settario nell'Irlanda del Nord, con particolare enfasi sugli aspetti violenti di queste controversie, CAIN alla fine si espanse per comprendere una panoramica molto più ampia della politica e della cultura nell'Irlanda del Nord, inclusi i principali eventi storici.

## Finanziamento
Oltre ai finanziamenti dell'Università dell'Ulster, CAIN è finanziato in larga misura anche da Atlantic Philanthropies. Nel 1998 CAIN è stato finanziato direttamente dal Dipartimento per l'istruzione dell'Irlanda del Nord e dall'Unità centrale per le relazioni comunitarie. Il suo primo donatore, tuttavia, è stato il programma per le biblioteche elettroniche dei Consigli per il finanziamento dell'istruzione superiore.

## Utenti
Secondo il suo sito web ufficiale, CAIN si rivolge specificamente al settore dell'istruzione superiore nel Regno Unito, sebbene affermi che oltre due terzi dei suoi utenti provengono da paesi al di fuori della Gran Bretagna e dell'Irlanda, dividendoli in tre categorie:
- Un terzo dalla Gran Bretagna e dall'Irlanda;
- Un terzo dagli Stati Uniti d'America;
- Un terzo dal resto del mondo.